# Albă ca Zăpada și cei șapte saltimbanci
Albă ca Zăpada și cei șapte saltimbanci (titlul original: în germană Schneewittchen und die sieben Gaukler) este un film de comedie muzicală vest-germano–elvețian, realizat în 1962 de regizorul Kurt Hoffmann, protagoniști fiind actorii Caterina Valente, Walter Giller, Hanne Wieder și Georg Thomalla.

## Rezumat
Norbert, angajatul unei băncii, a moștenit un hotel învechit din stațiunea de schi elvețiană Klostermatt, pe care vrea să-l repună în formă. Deoarece încălzirea centrală trebuie modernizată, el o angajează pe încântătoarea domnișoară inginer de instalații pentru încălzire Anita, care atunci când personalul hotelului a dat bir cu fugiții, angajează rapid șapte artiști de circ ambulanți șomeri și readuce căsoaia pe linia de plutire sub numele de „Albă ca Zăpada”. Acum trebuie doar să se impună împotriva înflăcăratei cântărețe și dansatoare de striptease Ines și deja a cucerit inima tânărului proprietar de hotel...

## Distribuție
- Caterina Valente – dr. Anita Rossi
- Walter Giller – hotelierul Norbert Lang
- Hanne Wieder – Ines del Mar
- Georg Thomalla – clovnul Lukas
- Rudolf Rhomberg – artistul Simson
- Ernst Waldow – directorul adjunct Säuberlich
- Günther Schramm – jockey-ul Marcel
- Helmut Brasch – Dompteur Toni
- Otto Storr – clovnul Wenzel
- Gaston Palmer – clovnul Roderich
- Aladar Hudi – aruncătorul de cuțite Vitali
- Peter W. Staub – frizerul Burghalter
- Zarli Carigiet – comerciantul de lemne Stauffinger
- Henry Vahl – oaspetele hotelului Petersen
- Klaus Havenstein – agentul Kämpfli
- Albert Pulmann – Flädli
- Inigo Gallo – servitorul Pedro
- Selma Urfer – Miss Peabody
- Doris Kiesow – dna. Wuppertal
- Paul Birgs – dl. Wuppertal
- Ellinor Richter – madam Tercier
- Osman Ragheb – Abdullah
- Rezci Alemzadeh – Mingo
- Erich Sehnke – Alberto
- Henry van Lyck – primul bucătar
- Kurt Bülau – al 2-lea bucătar
- Hannes Ganz – al 3-lea bucătar
- Edgar Wenzel – chelnerul Alfonso
- Klaus Delonge – al 2-lea chelner
- Erhard Meissner – al 3-lea chelner
- Richard Rüdiger – al 4-lea chelner
- Karl Wagner – managerul magazinului universal
- Sigfrit Steiner – proprietarul Suter
- Horst Tappert – Hugendobler, agentul de artă

## Producție
Filmul a fost turnat între 20 februarie și 31 martie 1962 în Atelierele Bavaria din München-Geiselgasteig. Filmările exterioare au fost făcute în St. Moritz și Zurich.
În film sunt mai multe melodii prezentate, unele care se repetă chir, ca leitmotiv:
- Schneewittchen (Albă ca Zăpada) – cântată de Caterina Valente, cor
- Unsere Welt ist die Manege (Lumea noastră e manejul) – cântată de Caterina Valente
- Heute ist Sonntag (Azi e duminică) – cântată de Caterina Valente
- Herr Schmidt (Domnul Schmidt) – cântată de Caterina Valente
- Warenhaus-Song (Cântecul supermagazinului) – cântată de Walter Giller
- Alles für den Gast (Totul pentru client) – cântată de Caterina Valente, Ernst Waldow, cor
- Kellner-Tarantella (Addio, wir ziehen weiter) – cântată de corul chelnerilor
- Ja, ja mein Joe – cântată de Hanne Wieder

Muzica este compusă de Heino Gaze, textele scrise de Günther Neumann.